# Volker Sander
Volker Sander (* 29. Juni 1971 in Lippstadt) ist ein deutscher Jurist und seit Januar 2018 Richter am Bundesgerichtshof.

## Werdegang
Nach Abschluss seiner juristischen Ausbildung und einer vorübergehenden Zulassung als Rechtsanwalt trat Sander im Juli 1998 in den höheren Justizdienst des Freistaats Sachsen ein. Im Anschluss an Tätigkeiten bei der Staatsanwaltschaft Dresden und dem Amtsgericht Leipzig war er von Januar 2000 bis August 2002 als wissenschaftlicher Mitarbeiter an den Verfassungsgerichtshof des Freistaats Sachsen abgeordnet. Im Mai 2001 erfolgte seine Ernennung zum Richter am Landgericht Leipzig. Ab September 2002 war Sander – bis Ende 2005 im Abordnungsweg – mit voller bzw. einem Teil seiner Arbeitskraft bei dem Oberlandesgericht Dresden tätig, wo er am 1. Januar 2006 zum Richter am Oberlandesgericht befördert wurde. Von Juli 2005 bis Februar 2011 war er neben seiner Tätigkeit bei dem Oberlandesgericht zugleich mit einem geringen Arbeitskraftanteil erneut an den Verfassungsgerichtshof des Freistaats Sachsen abgeordnet. Von März 2011 bis Februar 2014 schloss sich eine Abordnung als wissenschaftlicher Mitarbeiter an den Bundesgerichtshof an.
Im März 2014 kehrte Sander als Vorsitzender Richter an das Landgericht Leipzig zurück. Dort blieb er auch nach seiner am 1. September 2017 erfolgten Beförderung zum Vorsitzenden Richter am Oberlandesgericht Dresden im Abordnungsverhältnis weiterhin tätig und leitete zuletzt eine Große Strafkammer. Das Präsidium des Bundesgerichtshofs hat Sander dem vornehmlich für Rechtsstreitigkeiten aus dem Gebiet des Gesellschaftsrechts und für Teilbereiche des Kapitalmarktrechts zuständigen II. Zivilsenat zugewiesen. Vor seinem Wechsel zum BGH Anfang 2018 war das letzte große Strafverfahren am Landgericht Leipzig unter Volker Sanders Vorsitz das Verfahren gegen den Leipziger Internetkonzern Unister und seinen vor dem Prozess mit 38 Jahren verstorbenen Gründer Thomas Wagner.
Seit dem 16. April 2025 ist Sander zudem als Honorarprofessor für Unternehmensrecht an der Universität Leipzig tätig.

## Veröffentlichungen
- Martin Ahrens, Markus Gehrlein, Andreas Ringstmeier (Hrsg.): Fachanwaltskommentar Insolvenzrecht. 3. Auflage. Luchterhand, Köln 2017, ISBN 978-3-472-08669-7 (Mitarbeit).
- Die Kompetenz des BVerfG zur Auslegung von Landesverfassungsrecht. Neue Zeitschrift für Verwaltungsrecht (NVwZ) 2002, S. 45–47.
- Die Beweiswirkung von Zahlungen zur Abwendung der Einzelzwangsvollstreckung im subjektiven Tatbestand der Insolvenzanfechtung nach § 133 Abs. 1 InsO. Zeitschrift für Wirtschaftsrecht und Insolvenzpraxis (ZIP) 2003, S. 613–616.
- Die Kenntnis des Arbeitnehmers von der Zahlungsunfähigkeit seines Arbeitgebers bei rückständigen Lohn- und Gehaltszahlungen. Zeitschrift für das gesamte Insolvenzrecht (ZInsO) 2009, S. 702–708.
- Einwendungen gegen die persönliche Haftung der Gesellschafter in der Gesellschaftsinsolvenz. ZInsO 2012, S. 1285–1294.